# Дунавци
Дунавци су град у Републици Бугарској, у крајње северозападном делу земље, у оквиру општине Видин у оквиру Видинске области.

## Географија
Дунавци се налази у крајње северозападном делу Бугарске, на самој граници са Румунијом — граница је река Дунав, 2 km источно од насеља. Од престонице Софије град је удаљен 185 km северно, а од обласног средишта, Видина град је удаљен 10 km јужно.

## Историја
Област Дунаваца је првобитно било насељено Трачанима, а после њих овом облашћу владају стари Рим и Византија. Јужни Словени ово подручје насељавају у 7. веку. Од 9. века до 1373. године област је била у саставу средњовековне Бугарске. Крајем 14. века дата област је пала под власт Османлија, који владају облашћу 5 векова.
Године 1878. град је постао део савремене бугарске државе. Насеље постоје убрзо средиште окупљања за села у околини, са више јавних установа и трговиштем. Звање и права града су добијени 1955. године.

## Становништво
По проценама из 2007. године Дунавци су имали око 2.700 становника. Огромна већина градског становништва су етнички Бугари. Остатак су махом Роми. Последњих деценија град губи становништво због удаљености од главних токова развоја у земљи.
Претежан вероисповест месног становништва је православна.